# Indiana zászlaja
A fáklya a szabadság, a felvilágosodás jelképe, a sugarak pedig ezek messzire érő hatásáé. A legnagyobb csillag Indianát, az Unió 19. államát képviseli. A csillagok külső köre az első tizenhárom államot jelképezi, a belső kör az Unióba felvett következő öt államot.